# Chloorjoodmethaan
Chloorjoodmethaan is een halomethaan van chloor en jood, met als brutoformule CH2ClI. De stof komt voor als een kleurloze, lichtgele tot rood-paarse vloeistof, die zeer goed oplosbaar is in aceton, benzeen, di-ethylether en ethanol.

## Synthese
Chloorjoodmethaan kan bereid worden uit reactie van dichloormethaan en natriumjodide in DMF.

## Kristalstructuur
Chloorjoodmethaan kan, bij voldoende lage temperatuur, als vaste stof uitkristalliseren. Het neemt een orthorombische kristalstructuur aan en behoort tot ruimtegroep Pnma. De parameters van de eenheidscel bedragen:
- a = 6,383 Å
- b = 6,706 Å
- c = 8,867 Å

## Toepassingen
Chloorjoodmethaan kent een aantal toepassingen in de organische synthese, waaronder bij de Simmon-Smith-reactie, de Mannich-reactie, aminomethylering, epoxidatie, ringopeningsreacties en bij additiereacties aan terminale alkenen. Het vervangt meestal di-joodmethaan, omdat het selectiever werkt en een hogere opbrengst geeft.